# Alexandre von Kotzebue
Alexandre Evstafiévitch von Kotzebue (en russe : Александр Евстафьевич Коцебу, né Alexander Friedrich Wilhelm Franz von Kotzebue), né le 9 juin 1815 à Königsberg et mort le 24 août 1889 à Munich, est un peintre germano-balte, né sujet de l'Empire russe.

## Biographie
Alexandre von Kotzebue est le fils du second mariage du dramaturge August von Kotzebue et le demi-frère d'Otto von Kotzebue. Son père meurt assassiné, alors qu'Alexandre n'a que quatre ans. Il est éduqué au corps des cadets de Saint-Pétersbourg. Il le quitte en 1834 avec le grade de lieutenant de la garde et étudie la peinture pendant six ans à l'académie impériale des beaux-arts avec Sauerweid, à Saint-Pétersbourg. Son premier tableau exposé est La prise de Varsovie (1844). Il fait ensuite un voyage d'études à Paris en 1846 et 1847, puis continue en 1848 en Italie, en Belgique, aux Pays-Bas et en Allemagne. Il s'installe alors à Munich, capitale du royaume de Bavière. Il est aussi professeur à l'académie impériale russe. Kotzebue se spécialise dans la peinture militaire, avec de grandes scènes de bataille, et dans la peinture historique. Il devient membre honoraire de l'académie des beaux-arts de Munich. Il est enterré à l'ancien cimetière du Sud, à Munich (Alter Südfriedhof).

## Œuvre

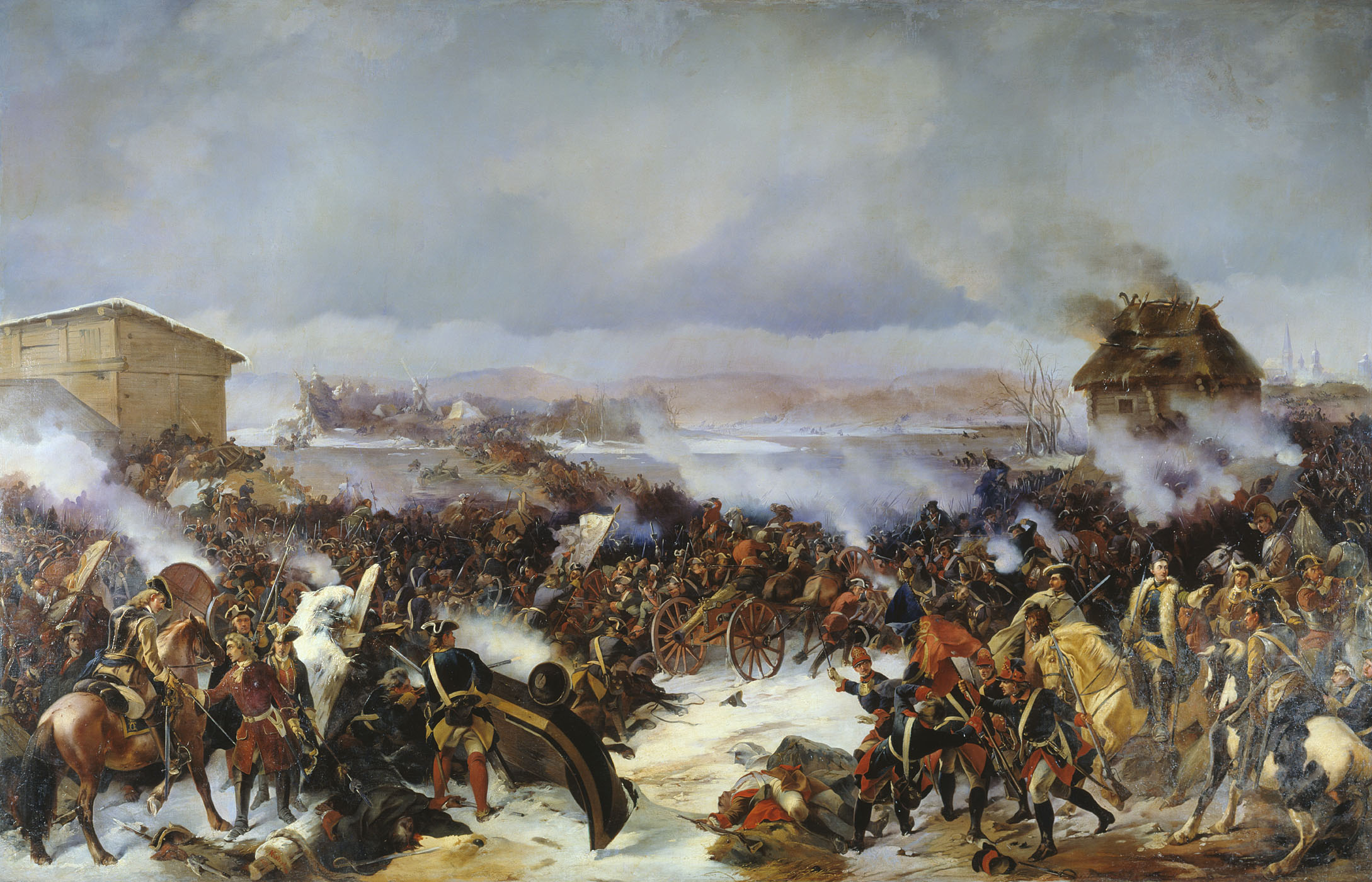
Bataille de Narva

Sa Bataille de Narva retient l'attention de l'empereur Nicolas Ier de Russie qui lui commande un tableau d'une bataille entre les troupes de Pierre le Grand et de Charles XII de Suède. Kotzebue peint des scènes de bataille de grandes dimensions. On retient sa série des batailles de la guerre de Sept Ans et les batailles de Souvorov à l'époque napoléonienne.
Parmi ses tableaux remarquables, on peut distinguer: La prise de Schlusselbourg, La bataille de Poltava, La prise de Narva, La traversée du pont du diable, La fondation de Saint-Pétersbourg, La bataille de Zorndorf (1852).

## Illustrations

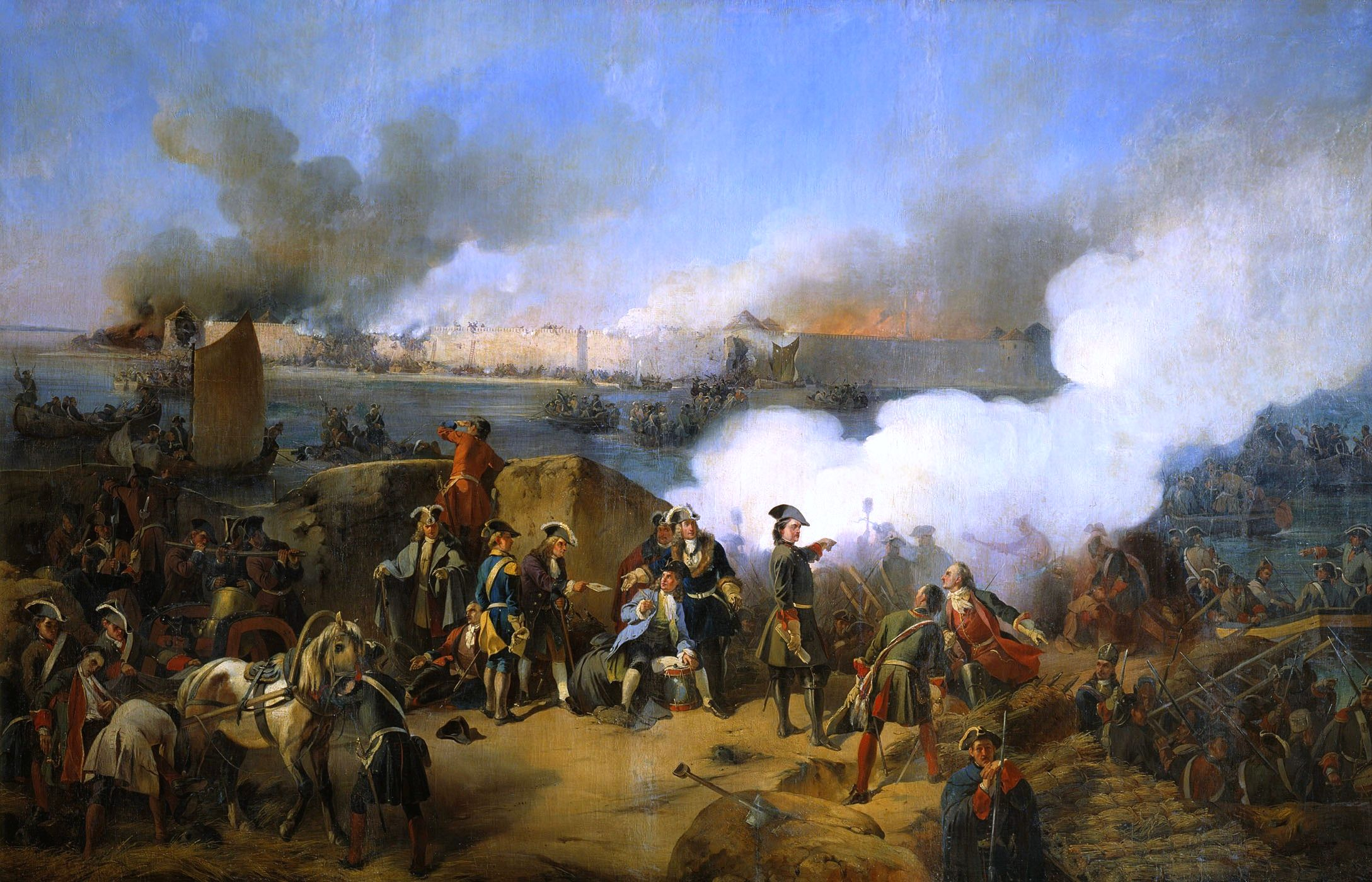
La bataille de Nöteborg, du 11 octobre 1702
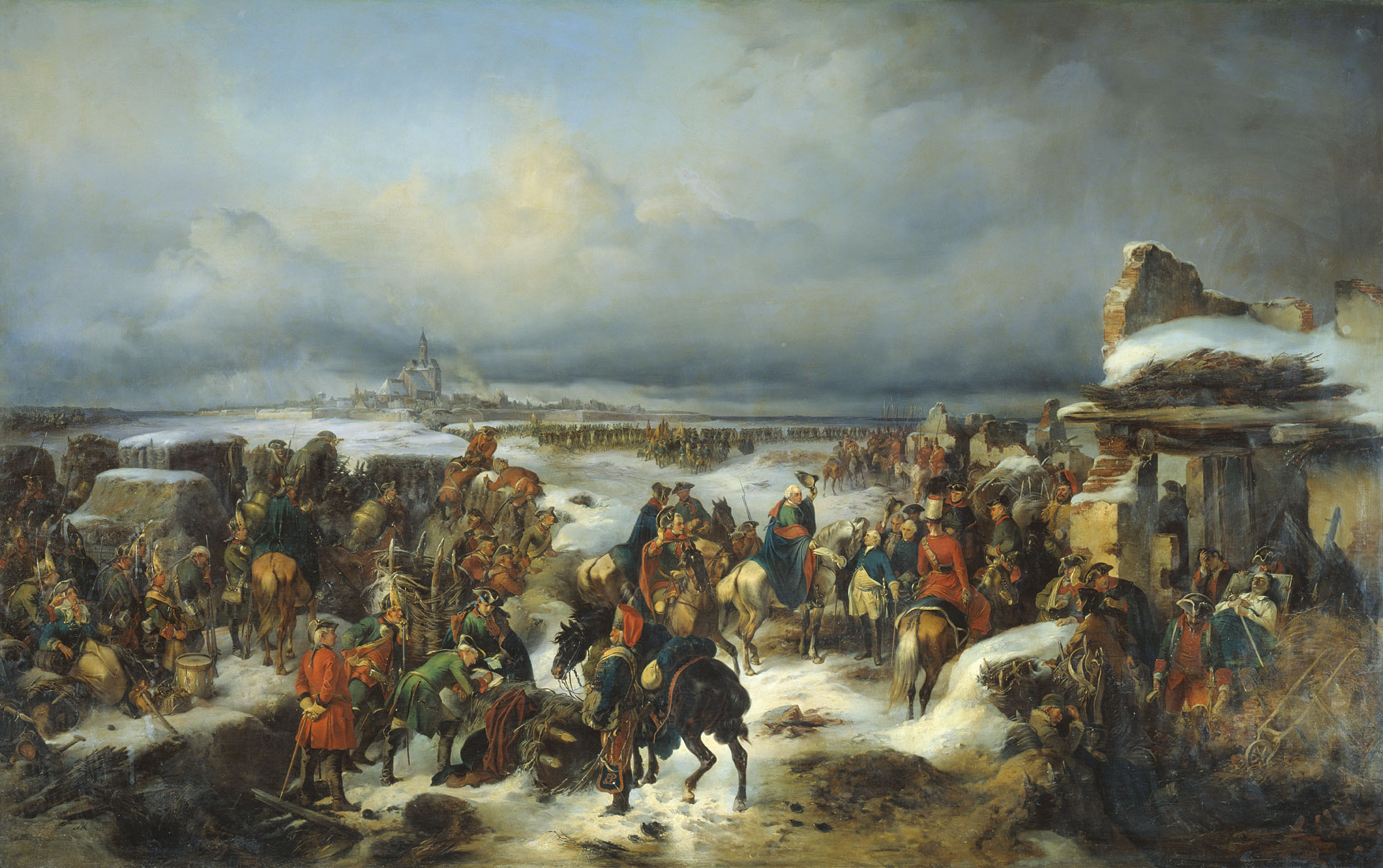
La chute de Kolberg en 1761 (1852)
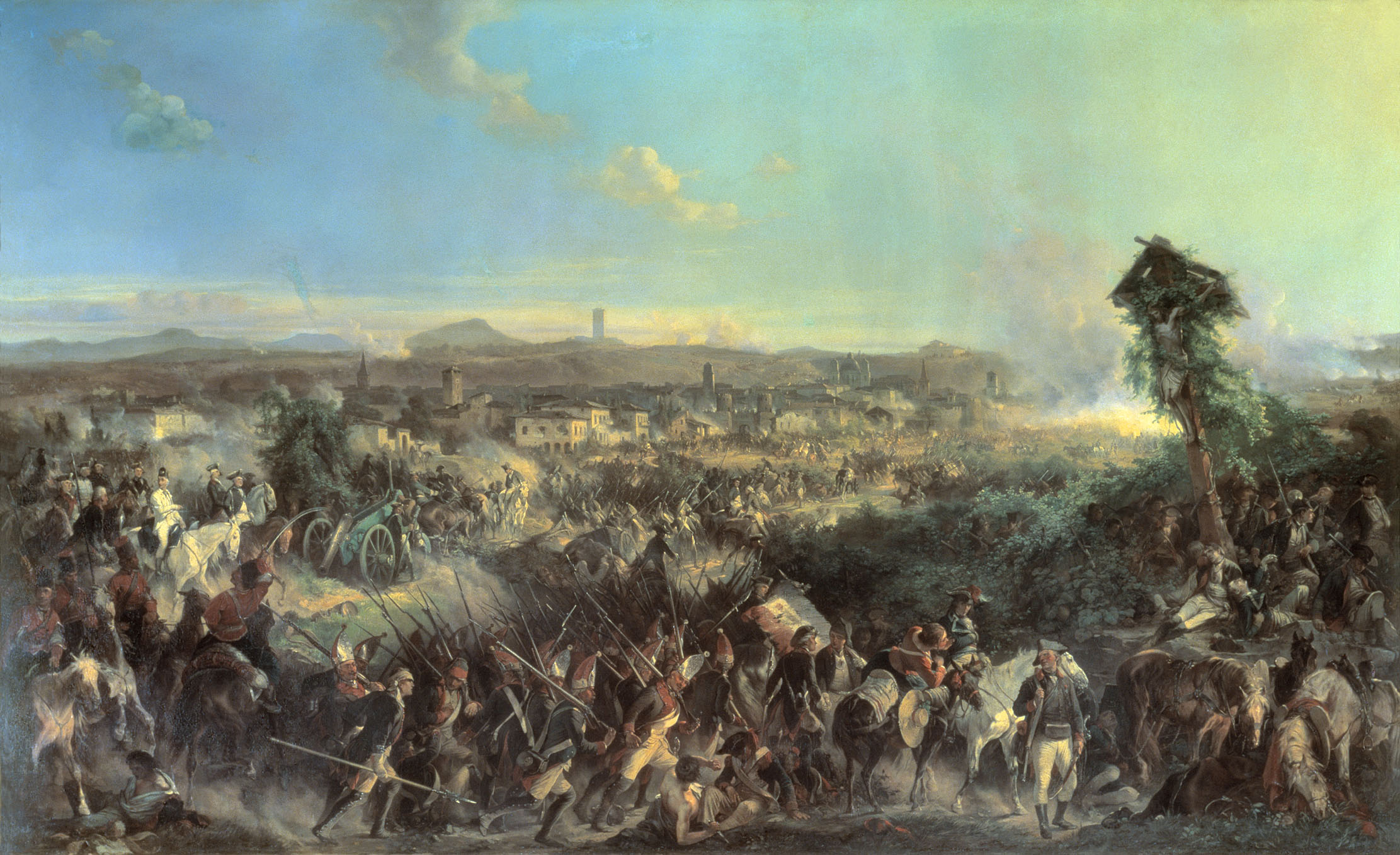
La bataille de Novi en 1799
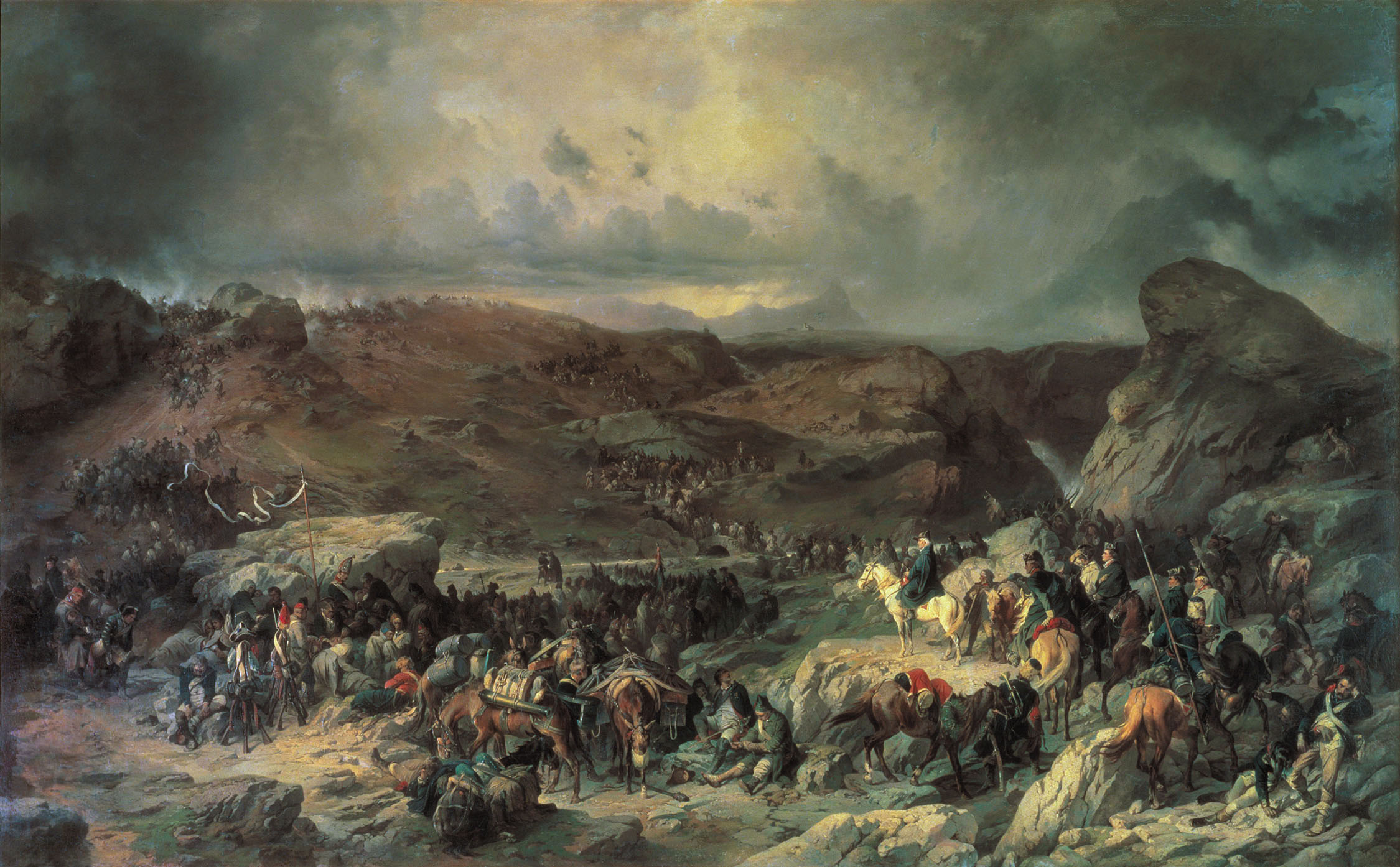
Le passage du Saint-Gothard par les troupes de Souvorov en 1799
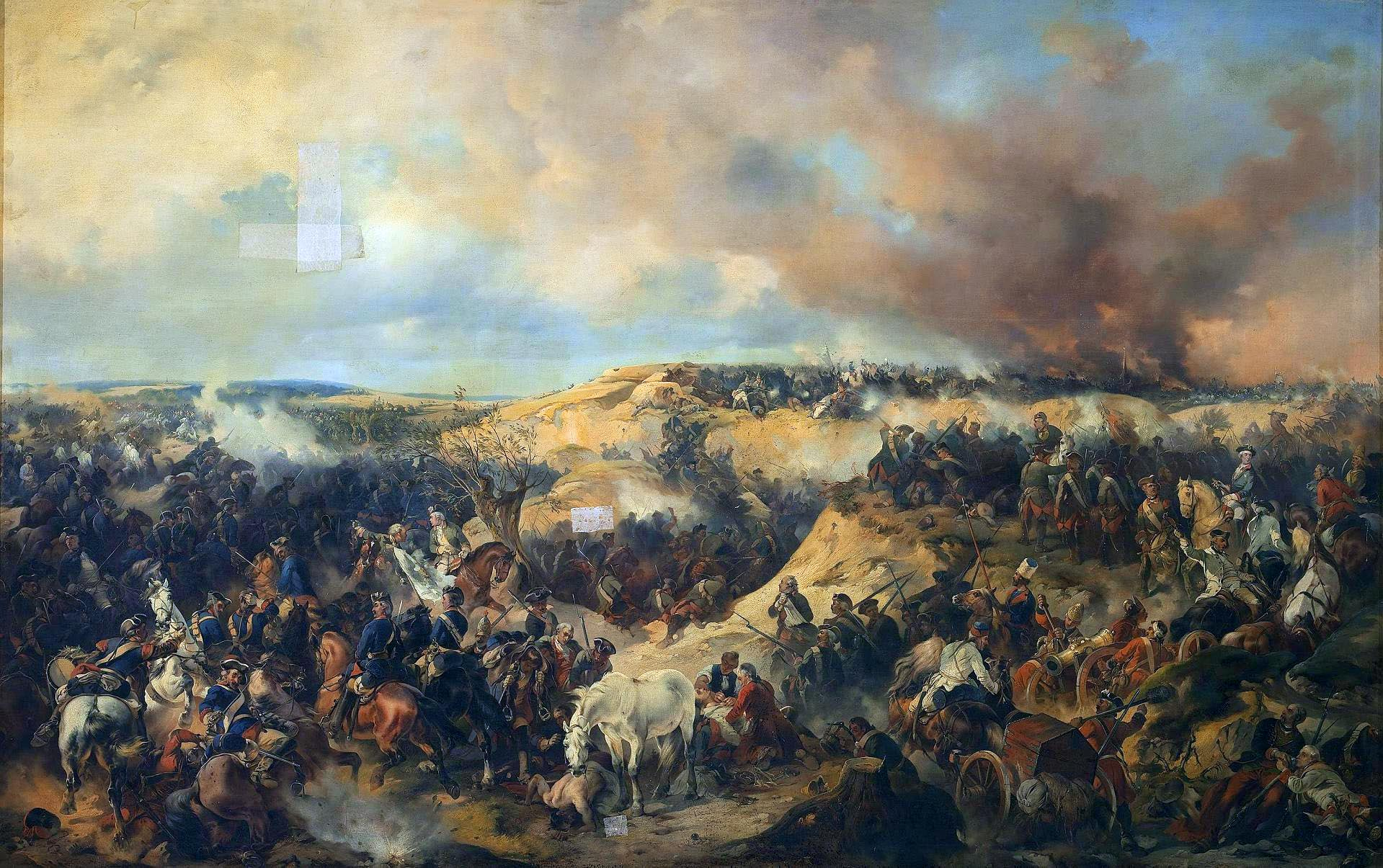
La bataille de Kunersdorf en 1759 (1848)